# Parahelicops annamensis
Parahelicops annamensis är en ormart som beskrevs av Bourret 1934. Parahelicops annamensis är ensam i släktet Parahelicops som ingår i familjen snokar. IUCN kategoriserar arten globalt som otillräckligt studerad.
Artens utbredningsområde är Vietnam. Den vistas i 1000 till 1500 meter höga bergstrakter i landets centrala delar. Kanske når arten Laos. Individer hittades i städsegröna skogar intill vattendrag. Parahelicops annamensis är med en längd mindre än 75 cm en liten orm.
Inga underarter finns listade i Catalogue of Life.